# Alepu
Alepu (bulgariska: Алепу) är en sumpmark i Bulgarien.   Den ligger i regionen Burgas, i den östra delen av landet, 400 kilometer öster om huvudstaden Sofia.